# Saša Dabetić
Saša Dabetić (Zagreb, 21. kolovoza 1938. – Zagreb, 25. kolovoza 2003.) je bila hrvatska televizijska, kazališna i filmska glumica.

## Životopis
Aleksandra "Saša" Dabetić rođena je 21. kolovoza 1938. u Zagrebu. Studirala je na zagrebačkoj Akademiji za kazališnu umjetnost, a od 1963. pa sve do svoje smrti bila je članica HNK. Bila je unuka hrvatskog glumca Augusta Cilića, te sestra glumice Ivke Dabetić.
U svojoj kazališnoj karijeri utjelovila je Marijanu iz Shakespearove predstave "Mjera za mjeru", Beatrice u "Velikom smiješnom ratu", Ruth u Pinterovom "Povratku", Lauru u Držićevom "Dundo Maroju", Vivianu u Marinkovićevom "Kiklopu". Osim kazalištem, bavila se i snimanjem filmova, televizijskih serija, te je nastupala u dramskim programima radija.
Umrla je u 65-oj godini 25. kolovoza 2003.

## Filmografija

### Televizijske uloge
- "Tuđinac" kao služavka (1990.)
- "Nepokoreni grad" (1982.)

### Filmske uloge
- "Muklo" (2005.)
- "Kiklop" (1982.)
- "Usporeno kretanje" (1979.)

## Vanjske poveznice
- Saša Dabetić u internetskoj bazi filmova IMDb-u (engl.)
- Vijest o smrti glumice